# Койн, Джерри Аллен
Дже́рри А́ллен Койн (англ. Jerry Allen Coyne; 30 декабря 1949, Сент-Луис, Миссури) — американский эволюционист и генетик. Также известен как критик креационизма и религии в целом. Эмерит-профессор кафедры экологии и эволюции Чикагского университета.

## Биография
Учился в Колледже Вильгельма и Марии, затем под руководством Ричарда Левонтина получил докторскую степень в Гарварде (перед этим его учёба у Феодосия Добржанского в Рокфеллеровском университете была прервана призывом в армию). Работал в Калифорнийском университете в Дэвисе, позднее — преподаватель Чикагского университета. Автор ряда статей, в том числе в научных журналах «Nature» и «Science», в крупных СМИ, как USA Today и Forbes, а также книг «Why evolution is true» (научно-популярного бестселлера), «Speciation» (в соавторстве со своим учеником Алленом Орром) и Faith vs. Fact (2015).